# Chaetorellia jaceae
Chaetorellia jaceae är en tvåvingeart som först beskrevs av Robineau-desvoidy 1830.  Chaetorellia jaceae ingår i släktet Chaetorellia och familjen borrflugor. Arten är reproducerande i Sverige. Inga underarter finns listade i Catalogue of Life.

## Bildgalleri

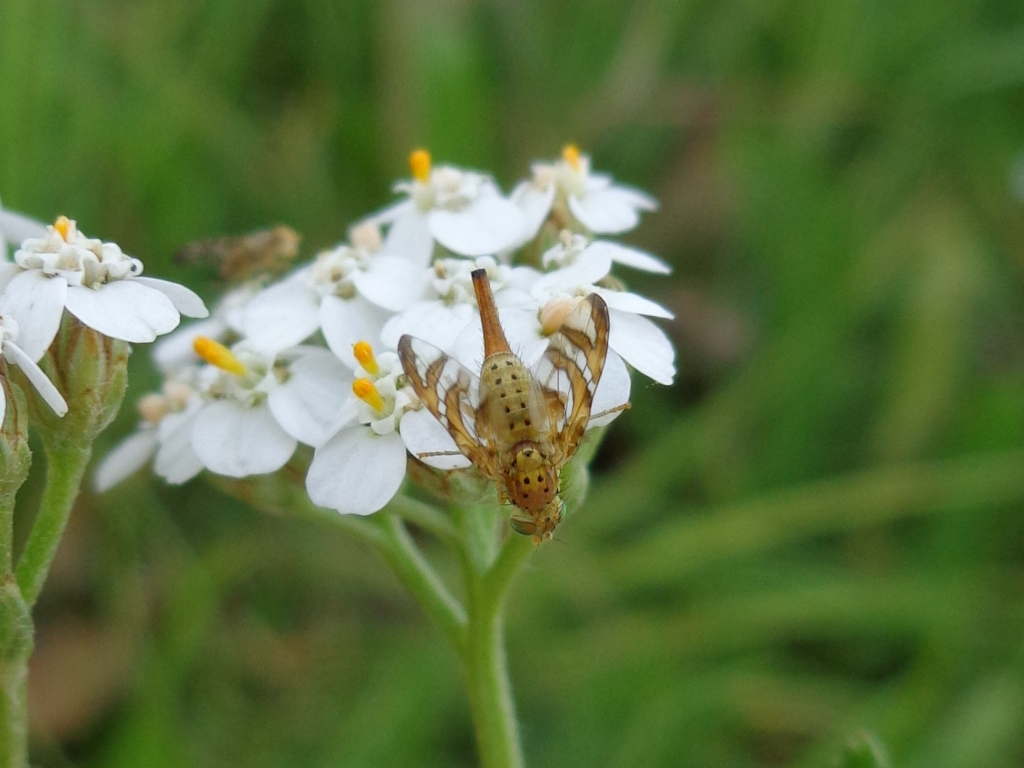